# Piskorzyna

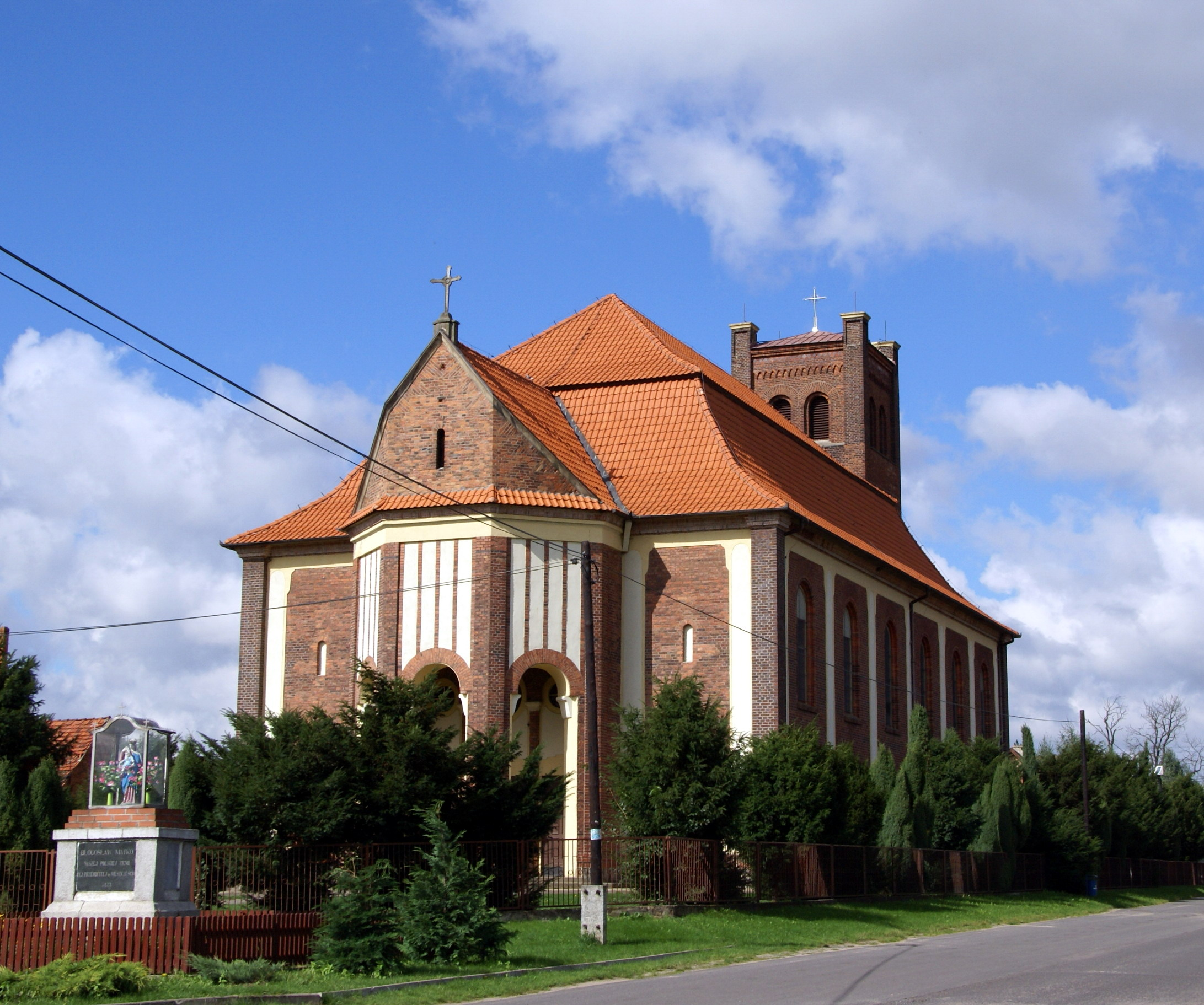
Marienkirche in Piskorzyna

Piskorzyna (deutsch Piskorsine, 1937–1945: Kirchlinden) ist ein Ort in der Landgemeinde Gmina Wińsko im Powiat Wołowski der Woiwodschaft Niederschlesien in Polen.

## Geschichte
Ursprünglich hieß der Ort Piskorsine und gehörte zum Herzogtum Wohlau, das bis 1675 von den Schlesischen Piasten regiert wurde. Danach fiel es als „erledigtes Lehen“ an die Krone Böhmen und 1742 an das Königreich Preußen. Das Dorf war seit dem Mittelalter zur Pfarrei Winzig gepfarrt. Die möglicherweise seit der ersten Hälfte des 16. Jahrhunderts existierende Dorfkirche von Piskorsine wurde in der Reformationszeit protestantisch. Bis 1945 gehörte der Ort zum Landkreis Wohlau im Regierungsbezirk Breslau der preußischen Provinz Niederschlesien des Deutschen Reichs.  
1874 wurde aus den Landgemeinden Gräschine, Norigawe, Pfarroggen, Piskorsine und Vorwinzig und deren Gutsbezirke der Amtsbezirk Piskorsine gebildet. Erster Verwalter war seit 1874 der Amtsvorsteher von Gräschine, Rittergutsbesitzer Weinmann und seit 1933 der Landwirt Paul Woitag aus Piskorsine. In den Jahren 1870 bis 1871 erfolgte der Bau einer neuen Kirche die 1916 durch einen Brand weitgehend zerstört wurde. Der Wiederaufbau begann 1918 und war bis 1920 abgeschlossen.  
In der Zeit von 1937 bis 1945 hieß die Gemeinde Kirchlinden. Im Ort lag früher eine Ziegelei mit Tonstich und Feldbahn. Im Sommer 1945 wurde der Ort zusammen mit fast ganz Schlesien von der sowjetischen Besatzungsmacht unter polnische Verwaltung gestellt. Die Polen führten die Ortsbezeichnung Piskorzyna ein. Die einheimische deutsche Bevölkerung wurde in der Folgezeit von der örtlichen polnischen Verwaltungsbehörde vertrieben.

## Sehenswürdigkeiten
- katholische Marienkirche, bis 1945 evangelisch, in den 1870er Jahren im neugotischen Backsteinstil erbaut, 1916 durch einen Brand zerstört, bis 1920 mit Einbeziehung des Turms und der Umfassungsmauern wiederaufgebaut
- Schloss Piskorsine

## Verkehr
Die DK36, von Rawicz nach Lubin, führt durch den Ort.

## Söhne des Dorfes
- George Sigismund von Unruh (1733–1794), Marschkommissar und Landrat
- Hansgeorg Moka (1900–1955), Nationalsozialist und HJ-Funktionär, Oberbürgermeister von Schneidemühl